# Granice (Nekcse)
Granice falu Horvátországban, Eszék-Baranya megyében. Közigazgatásilag Nekcséhez tartozik.

## Fekvése
Eszéktől légvonalban 47, közúton 57 km-re nyugatra, Diakovártól légvonalban 29, közúton 40 km-re északnyugatra, községközpontjától légvonalban 10, közúton 16 km-re délre, Szlavónia középső részén, a Krndija-hegység északi részén fekszik. Településrészei: Branjevina, Jezero, Ranopaša, Pustara, Granice és Staro Selo.

## Története
A régészeti leletek tanúsága szerint területe már az őskor óta lakott volt. A nekcsei városi múzeum és a zágrábi régészeti intézet munkatársai 2015 novemberében Nekcse község déli határában feltárásokat végeztek. Ezek során Granice területén két őskori lelőhelyet azonosítottak. A „Cerik” nevű lelőhely a Granicéről Polubašára vezető út északi oldala feletti emelkedő dombhát és délnyugati fekvésű lejtőjének déli részén található. Itt őskori edénytöredékeket, vékony, megmunkált kődarabokat találtak. A régi iskola mögötti „Salaš” lelőhelyen őskori cseréptöredékeket, okker színű középkori kerámiákat és két mikrolitot gyűjtöttek, de korábban kőeszközök is kerültek elő innen.
A középkori települést 1314-ben „Graynche” néven említik először. 1329-ben és 1367-ben „Granycha”, 1407-ben „Gerenche”, 1471-ben „Grencze” alakban szerepel a korabeli oklevelekben. A nekcsei ferences kolostor 1367-es oklevele említi Szent Márton tiszteletére szentelt plébániatemplomát is. Ennek a templomnak a maradványait találták meg később a mai Rozmajerovac déli részén a mai kápolna építésekor, valamint a tőle 350 méterre fekvő „Grad” nevű lelőhelyen. Eszerint a középkori Granice a mai falutól délre, nagyrészt a mai Rozmajerovac területén feküdt. Katolikus lakossága elmenekült a török hódítás elől. Helyükre a török uralom idején pravoszláv vlachok települtek be. A török kiűzése után horvát lakosság települt ide.
Az első katonai felmérés térképén „Granicza” néven található. Lipszky János 1808-ban Budán kiadott repertóriumában „Granicza” néven szerepel. Nagy Lajos 1829-ben kiadott művében „Granicza” néven 22 házzal, 19 katolikus és 128 ortodox vallású lakossal találjuk.
A településnek 1857-ben 212, 1910-ben 464 lakosa volt. Pozsega vármegye Pozsegai járásához tartozott. Az 1910-es népszámlálás adatai szerint lakosságának 50%-a szerb, 35%-a horvát, 14%-a magyar anyanyelvű volt. Az első világháború után 1918-ban az új szerb-horvát-szlovén állam, majd később (1929-ben) Jugoszlávia része lett. A betelepülők legnagyobb hulláma az 1920-as években a horvát Zagorje térségéből, Bednja, Gornje Jesenje és Zlatar közeléből érkezett. Ekkor Granice és Polubaše településekre mintegy 120 zagorjei család érkezett. A második világháború idején polgári lakossága különösen sokat szenvedett mindkét oldal fegyveres erőinek pusztításától. A szomszédos Polubaše és Rozmajerovac falvakkal együtt 123 polgári lakosa esett áldozatul a háborúnak, mely az 1931-es összlakosság 12%-a. Súlyosan megsérült a falu temploma is, melyet a háború után sikeresen helyreállítottak. 1991-ben lakosságának 91%-a horvát, 6%-a muzulmán nemzetiségű volt. Az utóbbi harminc évben sokan távoztak a településről, legtöbbjük a közeli Nekcsére költözött. A falunak 2011-ben 109 lakosa volt.

## Lakossága
| Lakosság változása | Lakosság változása | Lakosság változása | Lakosság változása | Lakosság változása | Lakosság változása | Lakosság változása | Lakosság változása | Lakosság változása | Lakosság változása | Lakosság változása | Lakosság változása | Lakosság változása | Lakosság változása | Lakosság változása | Lakosság változása |
| ------------------ | ------------------ | ------------------ | ------------------ | ------------------ | ------------------ | ------------------ | ------------------ | ------------------ | ------------------ | ------------------ | ------------------ | ------------------ | ------------------ | ------------------ | ------------------ |
| 1857               | 1869               | 1880               | 1890               | 1900               | 1910               | 1921               | 1931               | 1948               | 1953               | 1961               | 1971               | 1981               | 1991               | 2001               | 2011               |
| 161                | 148                | 138                | 152                | 225                | 312                | 240                | 715                | 651                | 671                | 590                | 419                | 228                | 158                | 132                | 109                |

## Gazdaság
Régen a lakosság nagyrésze foglalkozott szénégetéssel, melyhez a környező erdők jó feltételeket biztosítottak. A lakosság ma főként állattartással, földműveléssel, szőlő- és gyümölcstermesztéssel foglalkozik.

## Nevezetességei
- Szűz Mária tiszteletére szentelt római katolikus temploma a nekcsei Szent Antal plébánia filiája. A templomot 1896-ban Pustara településrész Szent József kápolnájaként említik. Az 1920-as években a zagorjei betelepülők érkezése után szentelték fel újra mai titulusára. Búcsúünnepét szeptember 8-án tartják. Az 1990-es évek második felében a templom elé emlékkeresztet állítottak a második világháborúban és a délszláv háborúban meghalt granicei, polubašei és rozmajerovaci lakosok emlékére.
- Staro Selo településrészen a Nekcsei Gombász Egyesület felújított egy korábban katonai célokra emelt épületet, mely egész Szlavónia gombaszedő és természetkedvelő közösségének gyülekezőhelye lett.

## Oktatás
A falu tanulói a nekcsei Dora Pejačević általános iskolába járnak.